# Jean-Louis Imlin (1663-1720)
Pour les articles homonymes, voir Jean-Louis Imlin.
Jean-Louis Imlin (ou Jean-Louis I Imlin), né le 31 mars 1663 à Strasbourg et mort le 15 janvier 1720 dans la même ville, est un orfèvre strasbourgeois.

## Biographie
Jean-Louis I, le premier de la dynastie d'orfèvres Imlin, était venu de Heilbronn (Wurtemberg), comme compagnon chez Daniel Harnister, dont il épouse la fille Marie Salomé le 15 janvier 1690.
Reçu maître en 1689, il est élu membre du jury (Silberschauer) en 1719. Il était membre du Petit-Sénat (ou Kleiner Rat, ou Rat des kleinen Gerichts) et triumvir à la taille (Stallgeld).
Il est le père de Jean-Louis Imlin (1694-1764) et le grand-père de Jean-Louis Imlin (1722-1768), qui deviennent orfèvres à leur tour.
François Daniel Imlin (1757-1827) est son petit-fils.

## Œuvre
Parmi ses œuvres connues figurent une coupe couverte à deux anses verticales en vermeil, plusieurs gobelets de Magistrat (Rathsbecher) et deux vases en argent.

Collection du musée des Arts décoratifs de Strasbourg.
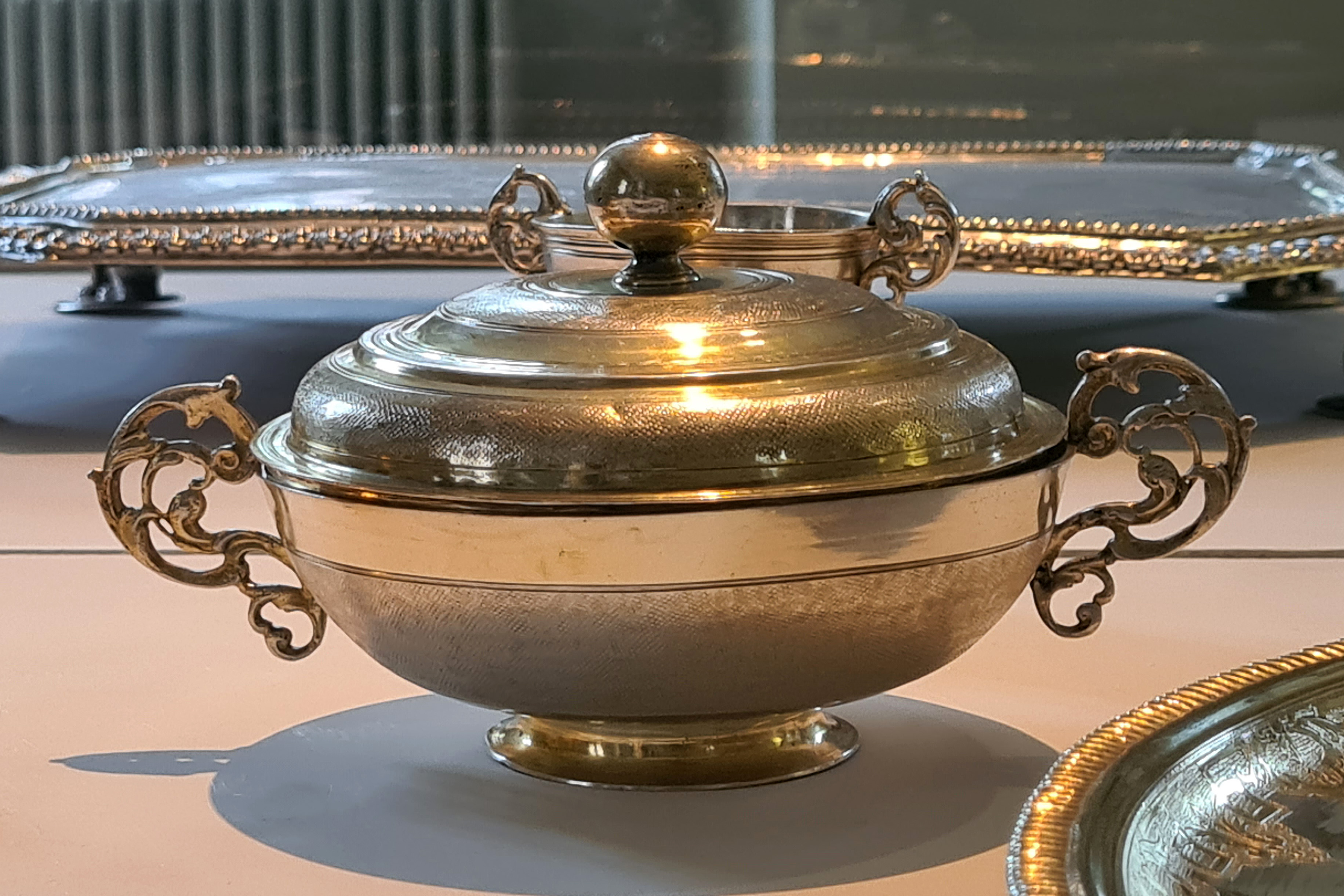
Coupe couverte à deux anses[6].
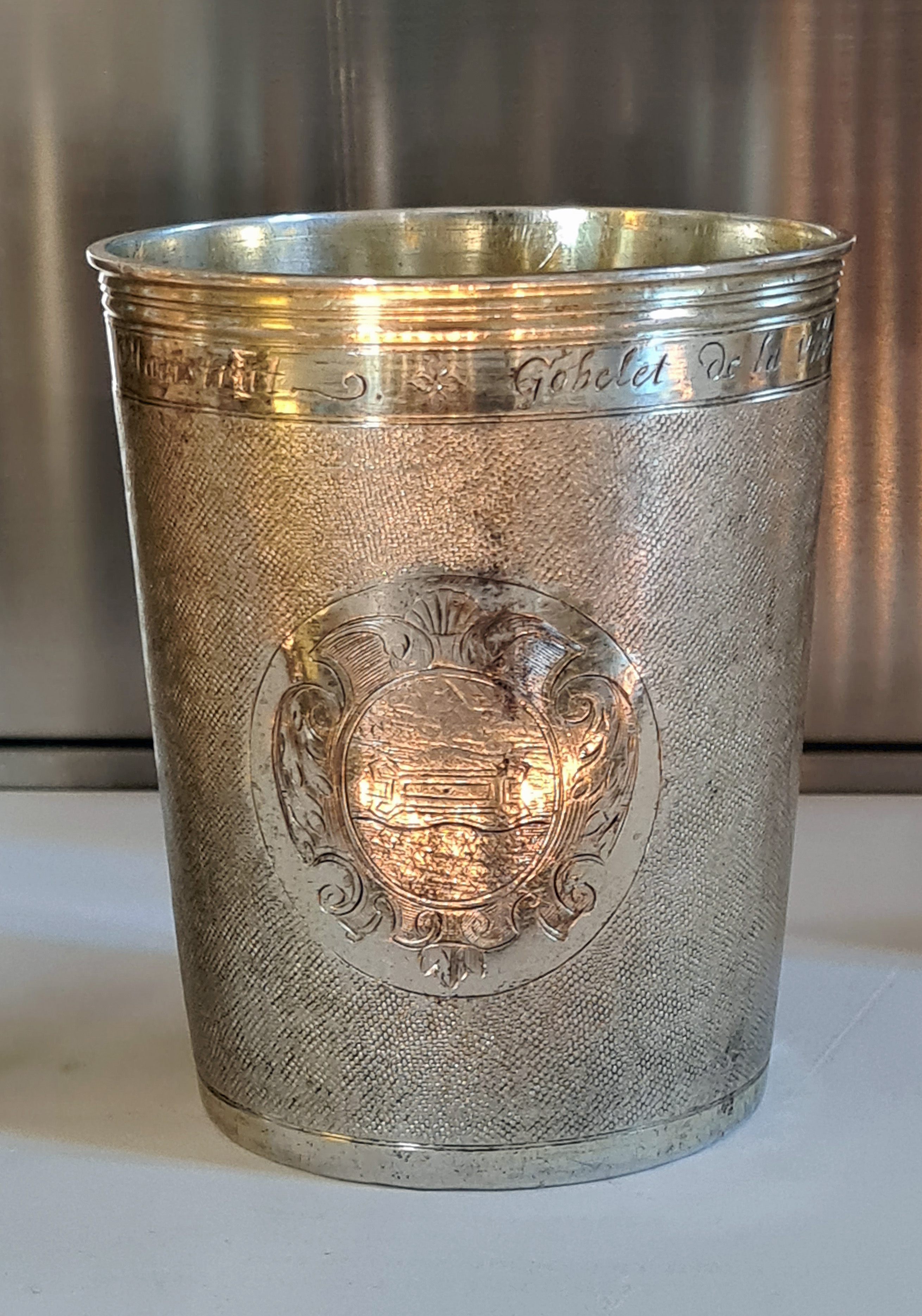
Gobelet de Magistrat aux armes de Fort-Louis (1712)[6].
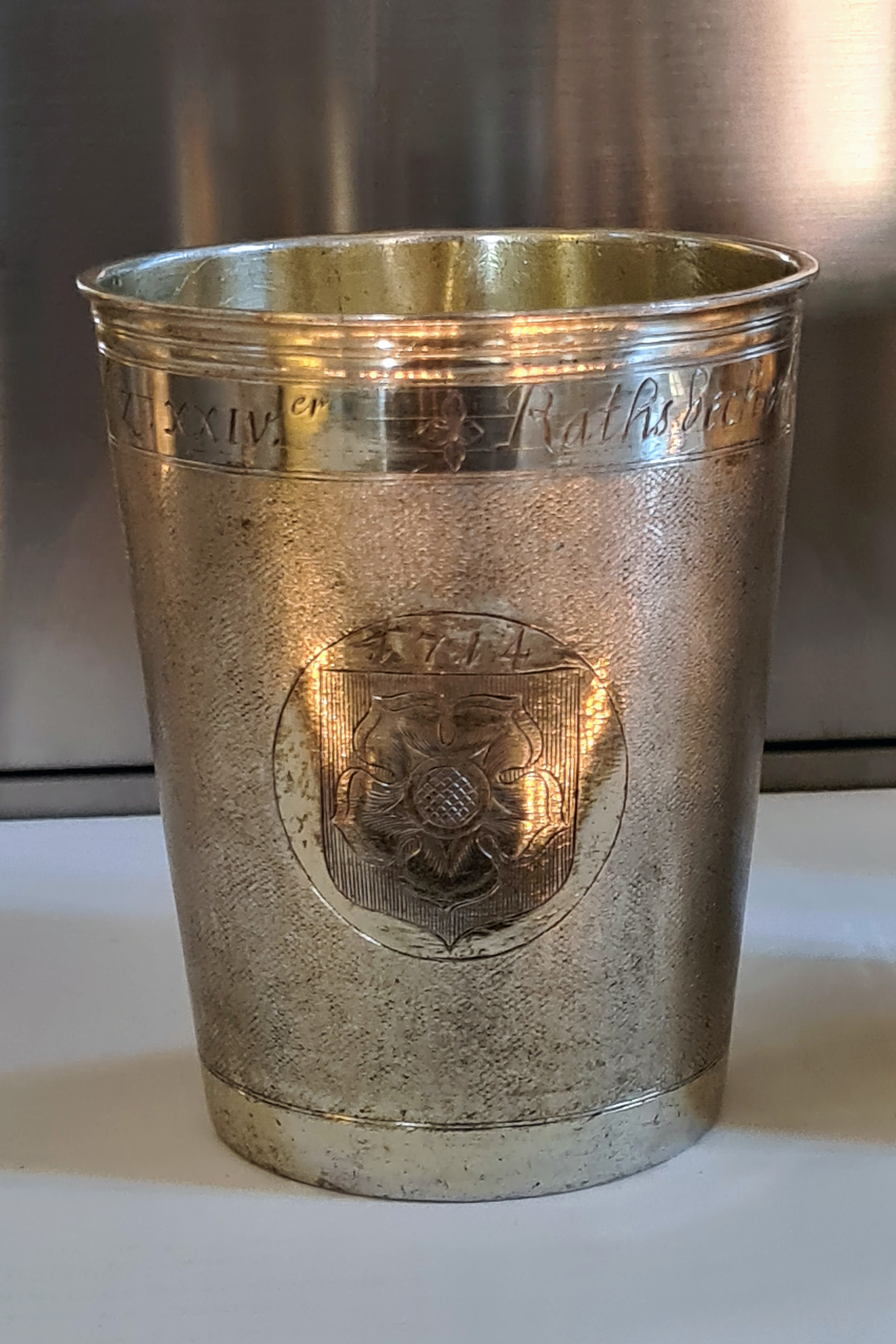
Gobelet de Magistrat aux armes de Haguenau (1714)[6].
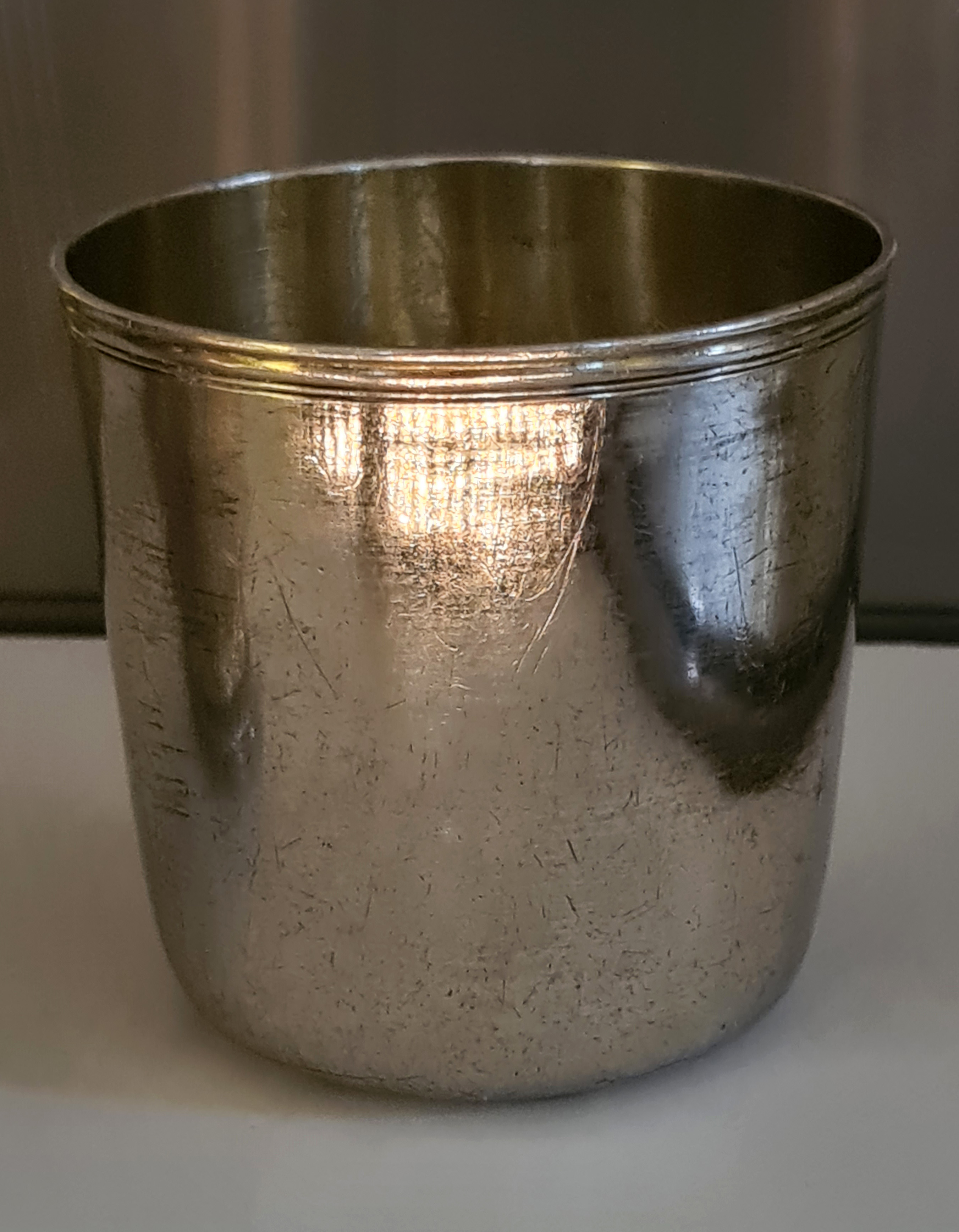
Gobelet[6].

D'autres gobelets de Magistrat sont conservés au musée historique de Haguenau et à l'hôtel de ville de Ribeauvillé.
En outre, le cabinet des estampes et des dessins de Strasbourg détient le Stammbuch de la tribu de l'Échasse dans lequel figure un dessin lavé à l'encre de Chine et signé par Imlin en 1708. L'historienne de l'art Geneviève Haug fait remarquer la présence, à l'arrière-plan de la scène biblique (Héliodore chassé par les anges), d'assez nombreux vases de décor, probablement en métal, disposés sur des rayons.